# SR 339 (Вашингтон)
SR 339 (Washington State Route 339) — паромная автомагистраль в штате Вашингтон, соединяющая остров Вашон с пригородом Сиэтла. Протяженность трассы 15,7 километров (8.5 морских миль), максимальная скорость 25 узлов. Обозначение SR 339 и статус автомагистрали («highway») установлен законом штата в марте 1994 года. Автомагистраль уничтожена в 2006 году с окончанием финансирования со стороны штата. Автомагистраль замещена пассажирским маршрутом King County Water Taxi.
Маршрут через заливы Пьюджет-Саунд выполнялся транспортным средством MV Skagit (4 дизельных двигателя, суммарно 2.8 тыс. л.с., пассажировместимость 250) класса Skagit/Kalama, созданным специально для государственной паромной службы Вашингтон. Данное транспортное средство было уничтожено путем затопления в июле 2012 года в Занзибаре.
Автомагистраль являлась, фактически, наполовину платной, тариф из Сиэтла в Вашон: около 9 долларов США за взрослого, еще 1 доллар за велосипед. Обратный маршрут бесплатен.

## История
Переправа изначально осуществлялась "москитным флотом". Паромная линия была установлена компанией Black Ball Lines в 1930-х годах, однако после войны в случае забастовок или финансовых трудностей Black Ball Lines переставала обслуживать жителей острова, перерывы могли достигать недели. В результате в 1948 между жителями и владельцем компании возник конфликт, после чего судам Black Ball Lines запретили причаливать на острове а жители приобрели два пассажирских парома и организовали собственную переправу. В 1951 году паромная линия на остров перешла в собственность штата. Далее существование переправы в основном характеризовалось борьбой сторонников и противников строительства вместо нее постоянного моста. В 1999 году налоговая реформа лишила паромные линии основной части субсидирования, что сильно ударило по жителям острова, поскольку цены на билеты выросли, а количество рейсов сократилось.